# Neculai Rățoi
Neculai Rățoi (n. 15 martie 1939, Pașcani – d. 25 aprilie 2016, Pașcani) a fost un politician român, membru al Partidului Social Democrat din anul 1991.

## Biografie
A lucrat mulți ani ca mecanic de locomotivă la Depoul C.F.R. Pașcani și a fost decorat în februarie 1973 cu Ordinul Muncii clasa I „pentru merite deosebite în muncă, cu prilejul aniversării a 40 de ani de la eroicele lupte ale muncitorilor ceferiști și petroliști din ianuarie-februarie 1933”.
A fost primar al municipiului Pașcani din anul 1981 până în anul 2008, moment în care este ales deputat în circumscripția electorală nr. 24 Iași, colegiul uninominal nr.

## Legături externe
- Curriculum Vitae Neculai Rățoi, Parlamentul României - Camera Deputaților, arhivat din original la 5 decembrie 2022, accesat în 27 septembrie 2010
- Declarație de avere Neculai Rățoi (PDF), Parlamentul României - Camera Deputaților, 9 iunie 2010, arhivat din original (PDF) la 4 martie 2016, accesat în 27 septembrie 2010
- Declarație de interese Neculai Rățoi (PDF), Parlamentul României - Camera Deputaților, 9 iunie 2010, accesat în 27 septembrie 2010[nefuncțională – arhivă]